# 武藤友木子
武藤 友木子 （むとう ゆきこ、1975年 - ）は、日本の実業家、経営コンサルタント。オープンテーブル代表取締役社長や、Google新規顧客開発日本代表、Uber Eats日本代表を経て、マッキンゼー・アンド・カンパニー パートナー。

## 人物・来歴
経営者の家に生まれる。国立学園小学校、雙葉中学校・高等学校 を経て、1994年国際基督教大学教養学部社会科学科入学。在学中SEA Programでカリフォルニア大学デービス校に留学。1998年に大学を卒業後、アンダーセンコンサルティング（現アクセンチュア）入社。戦略コンサル部門に配属。
2000年に友人と共同創業したインターネット系ベンチャーのプロトレードでマーケティング担当VPを務め、9ヶ月後に楽天に売却するとともに、楽天に入社。
三木谷の勧めでハーバード大学ハーバード・ビジネス・スクールを志望するも果たせず、働きながら取得できるEMBAプログラムに参加し、2012年にコロンビア大学コロンビア・ビジネス・スクール、香港大学ビジネス・スクール、ロンドン大学ロンドン・ビジネス・スクールのEMBA Global AsiaでMBAを取得。
楽天ダイニング事業統括本部長、トラベルズー・ジャパン代表取締役社長、Travelzoo Asia Pacificエグゼクティブオフィサー、同大韓民国ゼネラルマネージャー、オープンテーブル代表取締役社長、Google新規顧客開発日本代表（新規顧客開拓本部統括本部長）を経て、2018年からUber Japan執行役員、Uber Eats日本代表、TRENDEアドバイザー。2021年藤井英雄らと新設の日本フードデリバリーサービス協会理事に就任。
2021年6月22日、不法残留しているベトナム人らを配達員として働かせたとして、警視庁組織犯罪対策1課により、不法就労助長の容疑で書類送検されるも、捜査に対し「知らなかった」と説明し、東京地方検察庁により不起訴処分に付された。2023年マッキンゼー・アンド・カンパニー東京オフィスパートナー（マーケティング・アンド・セールス、デジタル戦略）。

## テレビ番組
- 日経スペシャル カンブリア宮殿 急成長を遂げる飲食業界の黒船 知られざるウーバーイーツの舞台裏（2021年1月14日、テレビ東京）- ウーバーイーツ日本代表 武藤友木子出演[17]。